# Bakuriani
Bakuriani (gruzínsky ბაკურიანი) je výletním místem v gruzínském kraji Samcche-Džavachetii. Leží v nadmořské výšce 1700 m na severním svahu Trialetského hřbetu v Malém Kavkazu. Je považováno za hlavní středisko zimních sportů v Gruzii, ale i v létě je oblíbeným turistickým místem.

## Přírodní poměry
Město je obklopeno jehličnatými lesy, ve kterých dominuje jedle kavkazská. Leží v Bakuriánské sníženině tvořící kalderu. Půdu zde tvoří láva vulkánu Mušeri. Klima je relativně vlhké. Léto je dlouhé a teplé, zima studená. Od listopadu napadne až 64 cm sněhu. Průměrná roční teplota je 4,3 °C. V lednu je průměrná teplota -7,3 °C, v srpnu 15 °C. Průměrné roční srážky jsou 734 mm. Nejvyšší horou oblasti je Kochta (v překl. Krásná hora, 2255 m n. m.).

## Hospodářství
Již počátkem 20. století se začínají v Bakuriani zřizovat hotely. Za sovětské éry přibyla sanatoria a zotavovny. Tyto budovy se po vyhlášení nezávislosti Gruzie 1991 privatizují a postupně modernizují. Novodobá horní vrstva Gruzínů si zde zřídila pompézní vily.

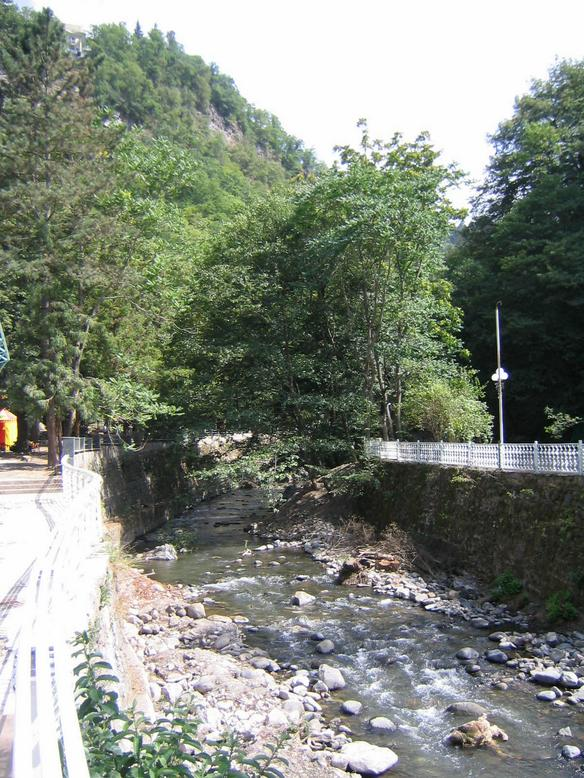
Bakuriani v létě

V zimě je zde ubytováno kolem 2 000 návštěvníků. Zimní sezóna začíná v listopadu a končí v březnu. Obtížnost sjezdovek je ze svahu hory Kochta střední až lehká. Většina sjezdovek je vybavena vleky a sedačkovými lanovkami. Je zde i skokanský můstek. Kromě lyžování a snowboardu se zde provozuje i pronájem sněžných skútrů, jízdy kočárem s koňmi a jezdectví.
Kolem Bakuriani probíhá ropovod Baku–Tbilisi–Ceyhan. Jelikož v oblasti je zvýšené riziko zemětřesení, je trasa ropovodu předmětem kritiky ochránců přírody.

## Doprava
Roku 1901 propojily gruzínské železnice tento turistický cíl úzkokolejkou s asi 30 km vzdáleným lázeňským městem Bordžomi. Trať dlouhá 37 km o rozchodu 900 mm je vedena soutěskou řeky Gudžaretisckali (gruzínsky გუჯარეთისწყალი). Jedna cesta trvá asi 2,5 hodiny.
Z Bakuriani vede horská silnice přes průsmyk Devíti pramenů (gruzínsky ცხრაწყაროს უღელტეხილი [Ckratskaris ugeltechili]) k jezeru Tabackuri a Achalkalaki.

## Botanická zahrada

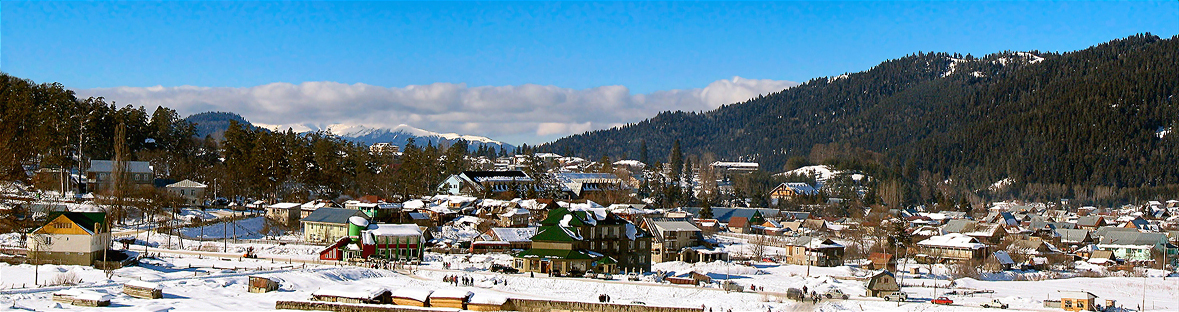
Panorama Bakuriani v zimě

V roce 1910 založená botanická zahrada v Bakuriani má rozlohu 17 ha. Je zde na 1 200 druhů alpských rostlin z různých oblastí Kavkazu, na 300 rostlin z Asie a 66 různých kavkazských stromů. Od roku 1937 je botanická zahrada pod správou Gruzínské akademie věd.